# Abschnittsbefestigung Dünzing
Die Abschnittsbefestigung Dünzing ist eine auf dem „Schlossberg“ liegende abgegangene mittelalterliche Abschnittsbefestigung in Dünzing, einem Gemeindeteil der Stadt Vohburg an der Donau im Landkreis Pfaffenhofen an der Ilm von Bayern. Die Anlage gehört zum Bodendenkmal unter der Aktennummer D-1-7235-0064 mit der Beschreibung „Siedlung des Mittelneolithikums, des Jungneolithikums, der Bronzezeit, der Urnenfelderzeit, der Hallstattzeit und der Latènezeit, Abschnittsbefestigung des Mittelalters“ geführt.

## Lage
Die Abschnittsbefestigung liegt auf einer Geländekante nördlich der Donau auf 369 m ü. NHN und etwa 600 m nordöstlich der Filialkirche St. Nikolaus in Dünzing. Im Urkataster von Bayern ist eine ovale Anlage mit 250 m in Richtung West-Ost und 110 m in Richtung Nord-Süd zu erkennen. Die mittelalterliche Abschnittsbefestigung besitzt einen ovalen Innenraum (Länge des Innenraums ca. 100 m) und im Osten einen kräftig geböschter Wall.